# Изборне скупштине СКА 1887-1900
Српска краљевска академија, (сада позната под именом Српска академија наука и уметности) основана је 1. новембра 1886. Првих 16. академика поставио је указом краљ Милан Обреновић 5. априла 1887, а затим су нове чланове, редовне и дописне, бирали сами академици на својим изборним скупштинама.
Овим изборним скупштинама Академија се обнављала и подмлађивала, и у томе је њихов велики значај. Хронолошки ће бити представљене изборне скупштине, као и списак тада изабраних чланова. У овом чланку налазе се информације за период 1887-1900. За остале периоде погледајте Изборне скупштине САНУ.
Инострани чланови су установљени тек законом од 28. јуна 1960, а чланови из иностранства бирани до тог датума имали су статус дописних одн. редовних чланова Академије. Иако на скупштинама у периоду 1887-1900 они нису формално бирани за иностране чланове, биће уврштени у ту категорију.
Напомена: Датуми су наведени према старом календару, који је тада у Србији био и званични државни календар.
| Име и презиме        | Године рођења и смрти | Стручна академија |
| -------------------- | --------------------- | ----------------- |
| Јосиф Панчић         | 1814-1888             | природних наука   |
| Димитрије Нешић      | 1836-1904             | природних наука   |
| Јован Жујовић        | 1856-1936             | природних наука   |
| Љубомир Клерић       | 1844-1910             | природних наука   |
| Стојан Новаковић     | 1842-1915             | филозофских наука |
| Милан Кујунџић       | 1842-1893             | филозофских наука |
| Светислав Вуловић    | 1847-1898             | филозофских наука |
| Светомир Николајевић | 1844-1922             | филозофских наука |
| Чедомиљ Мијатовић    | 1842-1932             | друштвених наука  |
| Милан Ђ. Милићевић   | 1831-1908             | друштвених наука  |
| Љубомир Ковачевић    | 1848-1918             | друштвених наука  |
| Панта Срећковић      | 1834-1903             | друштвених наука  |
| Љубомир Ненадовић    | 1826-1895             | уметности         |
| Матија Бан           | 1818-1903             | уметности         |
| Михаило Валтровић    | 1839-1915             | уметности         |
| Даворин Јенко        | 1835-1914             | уметности         |

| Име и презиме                  | Године рођења и смрти | Звање          |
| ------------------------------ | --------------------- | -------------- |
| Валтазар Богишић               | 1834-1908             | редовни члан   |
| Иларион Руварац                | 1832-1905             | редовни члан   |
| Франц Миклошич                 | 1813-1891             | редовни члан   |
| Паја Јовановић                 | 1859-1957             | редовни члан   |
| Ватрослав Јагић                | 1838-1923             | редовни члан   |
| Стојан Бошковић                | 1833-1908             | дописни члан   |
| Глиша Гершић                   | 1842-1918             | дописни члан   |
| Владан Ђорђевић                | 1844-1930             | дописни члан   |
| Сима Лозанић                   | 1847-1935             | дописни члан   |
| Спиридон Брусина               | 1845-1908             | дописни члан   |
| Петар Будмани                  | 1835-1914             | дописни члан   |
| Јован Живановић                | 1841-1916             | дописни члан   |
| Јаша Игњатовић                 | 1822-1889             | дописни члан   |
| Мита Петровић                  | 1848-1891             | дописни члан   |
| Фрањо Рачки                    | 1828-1894             | дописни члан   |
| Василиј Григорјевич Васиљевски | 1833-1899             | инострани члан |
| Иван Степанович Јастребов      | 1839-1894             | инострани члан |
| Август Лескин                  | 1840-1916             | инострани члан |
| Фјодор Иванович Успенски       | 1845-1928             | инострани члан |

| Име и презиме   | Године рођења и смрти | Звање          |
| --------------- | --------------------- | -------------- |
| Антоњин Дворжак | 1841-1904             | инострани члан |

| Име и презиме  | Године рођења и смрти | Звање        |
| -------------- | --------------------- | ------------ |
| Лаза Лазаревић | 1851-1890             | дописни члан |

| Име и презиме | Године рођења и смрти | Звање        |
| ------------- | --------------------- | ------------ |
| Сава Петровић | 1839-1889             | дописни члан |
| Ђуро Пилар    | 1846-1893             | дописни члан |

| Име и презиме          | Године рођења и смрти | Звање          |
| ---------------------- | --------------------- | -------------- |
| Глиша Гершић           | 1842-1918             | редовни члан   |
| Сима Лозанић           | 1847-1935             | редовни члан   |
| Јован Ристић           | 1831-1899             | редовни члан   |
| Петар Ђорђевић         | 1855-1902             | дописни члан   |
| Љубомир Јовановић      | 1865-1928             | дописни члан   |
| Милан Јовановић Морски | 1834-1896             | дописни члан   |
| Љубомир Стојановић     | 1860-1930             | дописни члан   |
| Армин Вамбери          | 1832-1913             | инострани члан |
| Вилмош Фракноји        | 1843-1924             | инострани члан |

| Име и презиме | Године рођења и смрти | Звање        |
| ------------- | --------------------- | ------------ |
| Нићифор Дучић | 1832-1900             | редовни члан |

| Име и презиме          | Године рођења и смрти | Звање        |
| ---------------------- | --------------------- | ------------ |
| Јован Авакумовић       | 1841-1928             | редовни члан |
| Јован Бошковић         | 1834-1892             | редовни члан |
| Стојан Бошковић        | 1833-1908             | редовни члан |
| Владан Ђорђевић        | 1844-1930             | редовни члан |
| Милан Јовановић Морски | 1834-1896             | редовни члан |
| Јован Мишковић         | 1844-1908             | редовни члан |
| Јован Туроман          | 1840-1915             | редовни члан |

| Име и презиме     | Године рођења и смрти | Звање        |
| ----------------- | --------------------- | ------------ |
| Милутин Гарашанин | 1843-1898             | редовни члан |

| Име и презиме            | Године рођења и смрти | Звање          |
| ------------------------ | --------------------- | -------------- |
| Петар Ђорђевић           | 1855-1902             | редовни члан   |
| Љубомир Стојановић       | 1860-1930             | редовни члан   |
| Никола Тесла             | 1856-1943             | дописни члан   |
| Петар Ј. Живковић        | 1847-1923             | дописни члан   |
| Карел Захрадник          | 1848-1916             | инострани члан |
| Константин Јозеф Јиречек | 1854-1918             | инострани члан |

| Име и презиме                    | Године рођења и смрти | Звање          |
| -------------------------------- | --------------------- | -------------- |
| Петар Матковић                   | 1830-1898             | дописни члан   |
| Александр Николајевич Веселовски | 1838-1906             | инострани члан |

| Име и презиме        | Године рођења и смрти | Звање          |
| -------------------- | --------------------- | -------------- |
| Јован Јовановић Змај | 1833-1904             | редовни члан   |
| Јован Цвијић         | 1865-1827             | дописни члан   |
| Алфред Рамбо         | 1842-1905             | инострани члан |

| Име и презиме                 | Године рођења и смрти | Звање          |
| ----------------------------- | --------------------- | -------------- |
| Андра Николић                 | 1853-1918             | редовни члан   |
| Томислав Маретић              | 1854-1938             | дописни члан   |
| Михаило Петровић              | 1868-1943             | дописни члан   |
| Светолик Радовановић          | 1863-1928             | дописни члан   |
| Милан Решетар                 | 1860-1942             | дописни члан   |
| Тимофеј Дмитријевич Флорински | 1854-1920             | инострани члан |
| Иван Шишманов                 | 1862-1928             | инострани члан |

| Име и презиме    | Године рођења и смрти | Звање        |
| ---------------- | --------------------- | ------------ |
| Михаило Петровић | 1868-1943             | редовни члан |
| Јован Цвијић     | 1865-1927             | редовни члан |
| Стеван Тодоровић | 1832-1925             | дописни члан |
| Луко Зоре        | 1846-1906             | дописни члан |

| Име и презиме            | Године рођења и смрти | Звање          |
| ------------------------ | --------------------- | -------------- |
| Љубомир Јовановић        | 1865-1928             | редовни члан   |
| Георги Николов Златарски | 1854-1909             | инострани члан |